# Каслер, Джеймс Хелмс
Джеймс Хелмс Каслер (англ. James Helms Kasler; 2 мая 1926 — 24 апреля 2014) — полковник ВВС США, участник трёх войн, ас Корейской войны. На 2008 год остаётся единственным человеком, трижды награждённым Крестом Военно-воздушных сил (вторая по значимости американская военная награда).

## Биография
Родился в Саус-Бенд, Индиана. После окончания школы в мае 1944 года вступил на службу в Военно-воздушные силы Армии США (будущие ВВС США). В качестве хвостового стрелка на бомбардировщике B-29 «Суперфортресс» принимал участие в 7 боевых вылетах над Японией в ходе войны на Тихом океане.
После войны Каслер три года учился в университете в Индианаполисе, а затем вернулся на активную службу. Прошёл подготовку лётчика истребительной авиации, получив «крылышки» на авиабазе Уильямс (Аризона) в марте 1951 года. В конце года отправлен на корейский театр боевых действий. Летая в составе 335-й эскадрильи 4-го тактического крыла истребителей-перехватчиков, он сбил шесть и повредил три самолёта противника, став, таким образом, одним из асов Корейской войны. Вернулся в США в июле 1952 года. В течение следующих полутора десятилетий он служил на различных авиабазах в США, Канаде, Италии, ФРГ. В 1963 году получил степень бакалавра в университете Небраски.
В феврале 1966 года Каслер прибыл на авиабазу Тахли (Таиланд) в качестве оперативного офицера 354-й эскадрильи 355-го тактического истребительного крыла, вооружённого истребителями-бомбардировщиками F-105 «Тандерчиф». Эскадрилья принимала участие в бомбардировках Северного Вьетнама. 29 июня Каслер возглавил одну из самых известных воздушных операций Вьетнамской войны, в ходе которой было уничтожено главное северовьетнамское нефтехранилище в районе Ханоя. Получив за этот вылет Крест ВВС, а через месяц с небольшим — ещё один, Каслер был уже близок к завершению своего срока службы в Юго-Восточной Азии (для этого требовалось выполнить 100 боевых вылетов). Однако 8 августа его самолёт был сбит зенитной артиллерией. Майор Каслер катапультировался и попал в плен.
В северовьетнамском плену Джеймс Каслер провёл шесть с половиной лет. Он выдержал две серии пыток — первый раз в августе—сентябре 1967 года, когда вьетнамцы пытались найти лидера американских пленных, возглавлявшего их сопротивление тюремщикам, второй раз в июне—июле 1968 года, когда он отказался выступить на пресс-конференции. Во время второй серии пыток, продолжавшейся шесть недель, Каслер постоянно подвергался побоям и содержался на голодной диете. Пять дней подряд ему не давали спать. По словам Каслера, в пытках участвовали три кубинца. В марте 1973 года его освободили вместе с другими пленными. За свою стойкость в плену он получил третий Крест ВВС.
Вернувшись с очередной войны и отойдя от плена, Каслер в 1974 году был назначен вице-командиром 366-го тактического истребительного авиакрыла и оставался на этой должности до своего ухода в отставку в мае 1975 года. Последние годы жил в Иллинойсе со своей женой Мартой.

## Награды
- Крест Военно-воздушных сил — 3;
- Серебряная звезда — 2;
- Легион Почёта;
- Крест лётных заслуг — 9;
- Бронзовая звезда — 2;
- Воздушная медаль — 11;
- Медаль военнопленного.